# Sad (Sumy)
Sad (en ucraniano: Сад; en ruso: Сад) es un pueblo ucraniano perteneciente al óblast de Sumy. Situado en el norte del país, es parte del raión de Sumy y centro del municipio (hromada) homónimo.

## Toponimia
Hasta 1977, el pueblo fue conocido como Doslidna (en ucraniano: Дослідна, romanizado: experimental).

## Geografía
Sad se encuentra a orillas del río Sujonosivka, 6 km al suroeste de Sumy. 

## Historia
Sad se fundó en 1905 como centro de investigación agrícola para científicos de la gobernación de Járkov. El objetivo del centro era estudiar las condiciones del chernozem y la estepa forestal, así como sus efectos en la agricultura. El centro de investigación fue sustituido brevemente por un sovjós entre 1930 y 1934, y cesó sus operaciones como consecuencia de la Segunda Guerra Mundial entre octubre de 1941 y septiembre de 1943.   
El centro se reorganizó como pueblo de Doslidne el 5 de enero de 1977 y posteriormente pasó a llamarse Sad desde el 16 de febrero de 1977 por decisión del Sóviet Supremo de la República Socialista Soviética de Ucrania.
Nadia Masalitna ha sido alcaldesa de Sad desde 1994, lo que la convierte en una de las políticas con más años de servicio de Ucrania. Hasta el 28 de abril de 2017, Sad tuvo estatus de asentamiento urbano y posteriormente recibió el estatus de pueblo.
Tras el comienzo de la invasión rusa a Ucrania, el pueblo de Sad ha sufrido bombardeos como el del 17 de agosto de 2024.

## Demografía
La evolución de la población de Sad entre 1926 y 2001 fue la siguiente:
| 85                                                            | 2348 |
| (Fuente: Cities & Towns of Ukraine y UKRAINE: Größere Städte) |      |

Según el censo de 2001, la lengua materna de la mayoría de los habitantes, el 90,72%, es el ucraniano; del 8,77% es el ruso.